# Marie Vermillard
Marie Vermillard, née à Tulle, est une réalisatrice française.

## Biographie
Marie Vermillard fait successivement des études d'architecture à Nantes puis de travail social à Clermont-Ferrand, enfin d'arts plastiques à Paris 1. Assistante sociale pendant huit ans puis scripte (entre 1986 et 1996) pour Agnès Merlet, Éric Rochant, Éric Barbier, Pierre Salvadori, Cédric Klapisch, Bartabas, Olivier Assayas, elle est également réalisatrice assistante pour Bartabas et Arnaud Desplechin.
En 1992, elle signe son premier court métrage Reste. Suivront deux autres courts, Quelqu'un (1995) et Chantal (1997). La même année elle réalise Eau douce un film d'une heure avec Nathalie Richard et Antoine Chappey qui sortira en salles accompagné de Quelqu'un. 
En 1999 son premier long métrage Lila Lili réunit acteurs professionnels (Alexia Monduit dans le rôle principal, Simon Abkarian dans son premier rôle important au cinéma, Zinedine Soualem…) et non professionnels dans un récit éclaté plein de vitalité. Ce sera ensuite Imago jours de folie en 2001 avec Nathalie Richard et Frédéric Pierrot. Elle réalise ensuite un film pour la télévision dans la collection Combats de femmes Libre à tout prix avec Geneviève Tenne et Djalil Lespert. 
Elle collabore à la réalisation de La Fin du règne animal, film de son compagnon peintre et cinéaste Joël Brisse. Elle réalise ensuite Petites Révélations, sorti en 2008, le film est composé d'une vingtaine de fragments, on y retrouve toujours des acteurs non professionnels et les acteurs qui travaillent avec elle depuis le début (Antoine Chappey, Simon Abkarian, Zinedine Soualem, Geneviève Tenne, Hiam Abbass, Frédérique Farina…). Ces mêmes acteurs participent à une nouvelle collaboration avec Joël Brisse, Suite parlée (Récits de souvenirs enfouis) sortie en 2010,.
Ces dernières années elle réalise des films essais (Les Derniers Pas, Aveuglés beuglent,La Voie lactée) et des films courts ou moyens (J'ai tué ma femme, You've got it...). 
Difficile de classer son cinéma, présence physique et distanciation, grâce immatérielle et quotidien, transfiguration et justesse documentaire, la partie pour le tout. « Ça se passe de nos jours, avec des gens comme tout le monde. » Cette phrase, que l'on trouve dans le premier long-métrage de Marie Vermillard, pourrait définir tout son cinéma, chronique sensible du quotidien et de l'intime, grande proximité avec ses personnages, réalisme du jeu, singularité du regard.
Elle s'est installée à Pompignan.

## Filmographie

### Courts métrages
- 1992 : Reste (20 min). Présenté à la Quinzaine des réalisateurs 1993
- 1995 : Quelqu’un (21 min)
- 1997 : Chantal (14 min), coréalisé avec Zaïda Ghorab-Volta
- 2008 : Les Derniers Pas (7 min)
- 2009 : Trac (20 min). Projet mené avec les élèves de l'école de la Comédie de Saint-Etienne
- 2011 : Aveuglés beuglent (24 min)
- 2012 : 9 Kaïhus (9 min)
- 2013 : Devant derrière (6 min) Je vis sur Terre (9 min)
- 2014 : La Voie lactée (9 min)
- 2015 : Iris (12 min)
- 2016 : Théodora (9 min)
- 2017 : J'ai tué ma femme (29 min)
- 2018 : You've got it (11 min)
- 2020 : La taille de ce que je vois (8 min)
- 2024 : La coquille de l'escargot (37min)

### Moyens et longs métrages
- 1997 : Eau douce
- 1998 : Lila Lili. Présenté au festival de Berlin 1999, section Forum
- 2001 : Libre à tout prix. Téléfilm de la collection Combats de femmes diffusée sur M6
- 2001 : Imago (Jours de folie). Présenté au festival de Locarno
- 2006 : Petites révélations (55 min). Présenté au festival de Cannes 2006 dans la programmation de l'ACID
- 2010 : Suite parlée (Récits de souvenirs enfouis) (1 h 17) coréalisé avec Joël Brisse
- 2019 : Les Intranquilles (43 min)

### Collaboration
- 2003 : La Fin du règne animal de Joël Brisse (coréalisatrice)
- 2010 : Maniquerville de Pierre Creton (coscénariste)

## Exposition
- 2012 : « Dormeurs, dormeuses », Halle Roublot, Fontenay-sous-Bois[7]
- 2015 : « Des femmes et des hommes », Galerie du bout du monde, Saint-Hippolyte-du-Fort